# Селіванкін
Селіванкін (рос. Селиванкин) — хутір у Наурському районі Чечні Російської Федерації.
Населення становить 232 особи. Входить до складу муніципального утворення Калиновське сільське поселення.

## Історія
Згідно із законом від 14 липня 2008 року органом місцевого самоврядування є Калиновське сільське поселення.

## Населення
| 1926 | 1990 | 2002 | 2010 |
| ---- | ---- | ---- | ---- |
| 122  | ↗310 | ↘271 | ↘232 |